# 仿雀鯛
仿雀鯛（學名：Pomacentrus imitator），是輻鰭魚綱鱸形目雀鯛科雀鯛屬的其中一種，分布於中西太平洋珊瑚海、新喀里多尼亞、羅圖馬島、斐濟與東加海域，深度2至15公尺，本魚體呈卵圓形且側扁，吻部圓鈍，體被櫛鱗，體色為深藍灰色，尾部黃色、眼睛虹膜黃色，鱗框顏色較深，形成網狀圖案，胸鰭基部有一大黑斑，體長可達11公分，棲息在外海礁坡，以浮游生物為食，繁殖期時成對出現，雄魚會守護卵直到孵化，生活習性不明。